# Шахунья
Шаху́нья — город (с 1943 года) в Нижегородской области России. Население — 17 626 человек (2021). Основан в 1921 году как поселение строителей железнодорожного участка Нижний Новгород — Котельнич. С 1933 по 2011 годы — административный центр Шахунского района, с 2011 года административный центр городского округа город Шахунья. Вместе с посёлком Красный Кирпичник составляет административно-территориальную единицу город Шахунья.
В Шахунье функционируют железнодорожные предприятия, леспромхоз, деревообрабатывающий завод, строчевышивальная фабрика. Однако крупнейшим предприятием города, на момент 2013 года, является АО «Молоко» (44,3 % продукции города).
В центре города расположена железнодорожная станция с каменным зданием вокзала. Через станцию курсируют как поезда дальнего следования, так и пригородные.
Через город проходит региональная автодорога связывающая Нижний Новгород и Яранск. В городе функционирует автостанция с межрайонным сообщением и три городских автобусных маршрута.
Шахунья входит в список городов проекта «Безопасный город».
В сентябре 2013 года городской округ отнесён к районам с низким уровнем социально-экономического развития. До 1 августа 2014 года Шахунья являлась моногородом, но в 2014 году наравне с Кстовом и Сергачом исключена из этого списка.

## Этимология
Город Шахунья получил название от близлежащей деревни, которая, в свою очередь, названа по имени протекавшей неподалёку реки. Название речки пошло от древнерусского «шаха» — обман («Шахунья» — «обманщица»). Причиной такому названию является изменчивость русла: торфяные берега Шахуньи в дождь или половодье легко размывала вода, что делало невозможной постройку постоянного моста. Кроме того, краевед В. В. Смирнов озвучил другую версию из разряда «народной этимологии»: речка в былые времена была узка, и в любом месте её легко было перешагнуть («перешахивать»), эта же версия упоминается в Нижегородском топонимическом словаре как легенда.

## История
Мелкое переселение в эту местность, входившую в состав Ветлужского уезда Костромской губернии, началось в тридцатых годах XIX века с перевода государственных крестьян из ряда мест Костромской губернии. В 1870 году починок Шахунья насчитывал семнадцать жителей. В 1921 году основан пристанционный посёлок, где расположились строители железной дороги Нижний Новгород — Котельнич. За период с 1923 по 1927 год построено железнодорожное депо, вокзал и электростанция. Улица Коминтерна, идущая вдоль путей, застроена однотипными домами, за которыми ещё долго стоял густой лес. В 1926 году население составляло до трёхсот человек.
Центром Чёрновской, Большешироковской и Хмелевицкой волостей до 1930 года было село Хмелевицы, но из-за близости к железнодорожным путям, постановлением ВЦИК от 20.10.1933, центр перенесён в рабочий посёлок Шахунью. Будущий город стал превращаться в крупный железнодорожный узел.
В годы Великой Отечественной войны значение Шахуньи возросло, и 21 октября 1943 года посёлку присвоен статус города. В это время были открыты новые предприятия деревообработки, пищевой промышленности, а также художественная фабрика (выпускающая швейные, тканые изделия и пр.). Сразу после войны город превратился в крупный промышленный и торговый центр севера области. Первое послевоенное предприятие Шахунское УПП ВОС   Всероссийского общества  слепых начиналось с создания артели из инвалидов -фронтовиков сразу после окончания в 1945 г. . Это в своем роде   уникальное предприятие  создано на энтузиазме и воле  инвалидов по зрению, участников Великой Отечественной войны.Инициатором создания артели был инвалид войны 1 группы, капитан в оставке, бывший политрук в 43-й гвардейской Латышской стрелковой дивизии Иван Алексеевич Троегубов.
Предприятие начиналось с выпуска веревки из  лыка, которой было выпущено столько, что ею можно опоясать земной шар по экватору 9 раз, а затем перешло на производство электрорубильников и  фильтров для ДВС для тракторных и автомобильных заводов Союза Советских Социалистических Республик.
В середине 70-х годов на предприятии насчитывалось 580 человек. На предприятии было выпущено 8 млн электрорубильников и миллионы фильтров для ДВС. В УПП ВОС трудовую реабилитацию прошли тысячи инвалидов по зрению, в том числе инвалиды-войны, детства и труда. Приехав из других регионов, они получили работу и  жилье, родили и воспитали не одно поколение детей. На предприятии был развит спорт, воспитаны мастер и кандидат в мастера спорта по шахматам. Была развита художественная самодеятельность. В клубе «Прогресс» был духовой оркестр, народный театр, был создан краеведческий музей, библиотека, выпущено более 700 номеров стенной газеты «Светлый путь». Предприятие занималось благоустройством города: на месте заболоченного пустыря в кварталах между улицами Коминтерна, Комсомольская, Черняховского, Пионерская, Комарова возник целый микрорайон. Предприятие оказывало помощь подшефному колхозу «Ленинский» путь, выделяя людей и технику для посадки и уборки урожая. Предприятие дало «путевку в жизнь» нескольким поколениям выпускников школ города и района.
О боевых и трудовых подвигах И.А. Троегубова неоднократно писали районная и областные газеты «Горьковская правда», «Ленинская смена», журналы Всероссийского общества слепых «Жизнь слепых» и «Наша жизнь». Ряд военных операций, в которых есть его имя, описан в нескольких книгах. В СМИ писали, что в г. Шахунья не было, нет и скорее всего не будет человека равному И.А. Троегубову по вкладу в социально - экономическое развитие города в трудовую и социальную реабилитацию инвалидов войны, труда и детства, что это уникальный в своем роде человек. Об успехах и достижениях Шахунского УПП ВОС написано более 500 публикаций в местной газете «Знамя труда». То, что было создано и построено в те годы при И.А. Троегубове существует и работает и поныне на благо земляков –шахунцев
30 июля 2021 года Совет депутатов городского округа город  Шахунья решил присвоить почетное звание Почетный гражданин городского округа город Шахунья Нижегородской области Троегубову И.А. 29 ноября 2024 года Совет депутатов городского округа город Шахунья принял Решение «Об установке мемориальной доски с целью увековечения памяти Почетного члена ВОС, Почетного гражданина г.о.г. Шахунья, основателя и первого директора Шахунского УПП ВОС  Троегубова Ивана Алексеевича» на доме, в котором он проживал с 1981 по 1987 г. ( https://moyaokruga.ru/znamiatruda-niz/Articles.aspx?articleId=650578).
 Имя Троегубова И.А. занесено в Нижегородскую биографическую энциклопедию (https://www.names52.ru/t/tpost/262r2b0ek1-troegubov-ivan-alekseevich) и книгу Памяти Нижегородской области (https://memory.nobl.ru/troegubov-ivan-alekseevich_30015.html) на сайт Минобороны РФ "Память народа"  и Музейный комплекс «Дорога памяти».
В 1970-х годах Шахунья стала городом новостроек. В 1972 году на окраине Шахуньи основан завод по производству сухого обезжиренного молока с цехом маслоделия и цельномолочной продукции. В советские годы продукция этого завода вышла на мировой рынок и продавалась в Нидерландах, Польше и Афганистане. Возле железнодорожной станции строятся пятиэтажные жилые здания — хрущёвки, обживаются окраины, а облик города преображают широкие зелёные улицы.

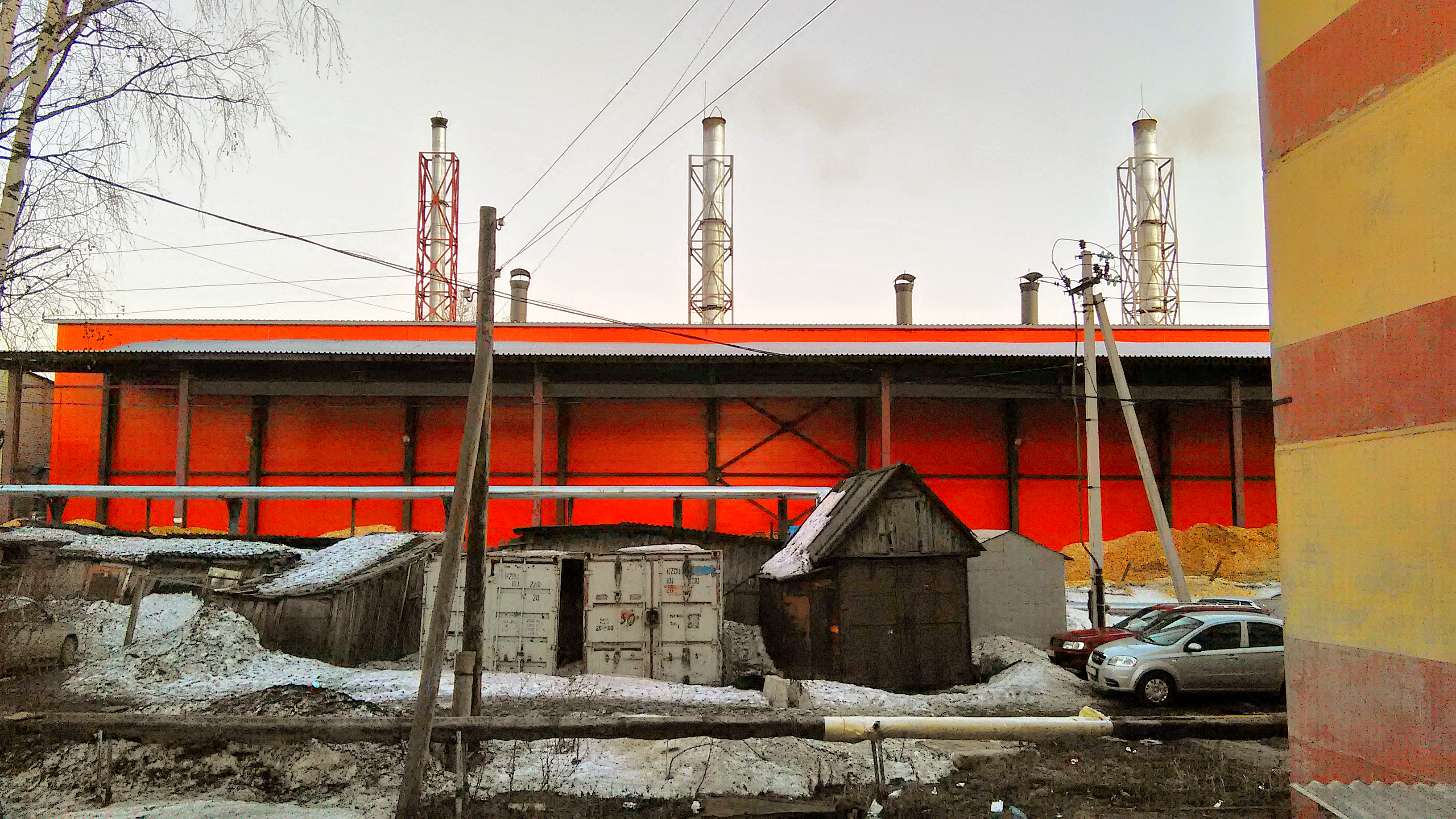
Вид на одну из новых котельных

В середине 1990-х построен православный приход, в честь Покрова Божией Матери. В период экономического кризиса 1990-х годов закрылось множество предприятий, а население начало сокращаться из-за отсутствия рабочих мест.
В 2009 году на юго-западной окраине построена улица из однотипных одноэтажных домов для молодых семей. В 2012 году опыт воплотился в микрорайоне «Южный» вдоль Яранского шоссе.
Построены новые котельные: две на древесной щепе и одна на мазуте.

## Физико-географическая характеристика

### Географическое положение
Город расположен к северо-востоку от областного центра города Нижнего Новгорода в 264 километрах по шоссе и в 240 километрах по железной дороге.. е.
Город расположен на слегка волнистой равнине, наклонённой к северо-западу. С юго-востока на северо-запад, через центральную часть города, протекают реки Копань и Самариха, впадающие на окраине города в реку Чернушку (Чёрную). Самая высокая точка в северной части находится на Советской ул., на участке, начиная от бывшей художественной фабрики (ныне ТЦ «Континент»), и заканчивая водонапорной башней. Отметка этого участка 156,1 м, отметка Советской площади (центра города) 152,2 м.
| С-З | Вологда ~ 560 км         | Сыктывкар ~ 710 км | Киров ~ 350 км                      | С-В |
| З   | Кострома ~ 440 км        | Роза ветров        | Пермь ~ 810 км                      | В   |
| Ю-З | Нижний Новгород ~ 260 км | Чебоксары ~ 250 км | Йошкар-Ола ~ 160 км Яранск ~ 100 км | Ю-В |

### Часовой пояс
Город Шахунья, как и вся Нижегородская область, находится в часовой зоне, обозначаемой по международному стандарту как Moscow Time Zone (MSK). Смещение относительно UTC составляет +4:00. Шахунское время отличается от поясного времени (UTC +3) на один час.

### Климат
Климат умеренно континентальный с холодной многоснежной зимой и умерено жарким летом, с характерным значительным суточным изменением температуры воздуха. Средняя температура января −13,3 C°, июля +17,6 C°, среднегодовая температура +2,8 C°. Преобладают ветры южного и юго-западного направлений со среднегодовой скоростью ветра 3,5 м/с. Среднегодовая сумма осадков 577 мм и 78 % среднегодовой относительной влажностью воздуха. Грунт промерзает на 1,8 м. Расчётная температура проектирования −32,0 C°, расчётная снеговая нагрузка 150 кг/м².
| Показатель              | Янв.  | Фев.  | Март  | Апр.  | Май  | Июнь | Июль | Авг. | Сен. | Окт.  | Нояб. | Дек.  | Год   |
| ----------------------- | ----- | ----- | ----- | ----- | ---- | ---- | ---- | ---- | ---- | ----- | ----- | ----- | ----- |
| Абсолютный максимум, °C | 4,0   | 4,2   | 13,9  | 23,2  | 30,5 | 33,8 | 36,7 | 36,2 | 27,4 | 20,1  | 10,0  | 6,2   | 36,7  |
| Средняя температура, °C | −13,3 | −12,8 | −4,2  | 3,6   | 12,4 | 16,2 | 17,6 | 16,4 | 10,1 | 2,7   | −3,9  | −11,4 | 2,8   |
| Абсолютный минимум, °C  | −46,7 | −46,1 | −28,9 | −16,5 | −4,9 | −2,7 | 1,6  | −1,3 | −5,2 | −11,9 | −30,4 | −48,2 | −48,2 |
| Норма осадков, мм       | 31    | 28    | 35    | 41    | 46   | 62   | 67   | 65   | 59   | 54    | 47    | 42    | 577   |

### Гидрография
Город занимает водораздельное пространство от реки Чернушки до Самарихи, немного выступая за края этих рек. Через центр города протекает река Копань. Главным источником питания этих рек является снеговые талые воды.
Река Копань берёт своё начало в запруде между улицами Генерала Веденина, Революционной, Гагарина и Свердлова по городской ливневой канализации от начала до улицы Революционной. Течёт на северо-запад вдоль улицы Гагарина, пересекая городские дороги через дамбы. На месте встречи улицы Гагарина и Советской река впадает в Самариху, где ранее находилась деревня Алехановцы.
Река Самариха берёт своё начало на пересечении улиц Ленина и Крупской из двух ручьёв и течёт на север через кварталы. В районе Парка Культуры и храма запружена. После запруды пересекает только улицы Первомайскую, Генерала Веденина и Энгельса, после чего резко сворачивает на запад и северо-запад и впадает в речку Чёрная, возле починка Морозовский.
Река Чернушка берёт своё начало в самом начале улицы Октябрьской в небольшой запруде. Проходит через череду дамб, пересекая железнодорожные пути и улицу Комсомольскую, после чего уже свободно протекает вдоль края города, и на северо-западе, возле посёлка Январи запружена. Январевская запруда через дамбу вытекает на север и у починка Морозовский вновь запружена. Чуть дальше на север в Чернушку впадает Самариха, а затем уже она впадает в Малую Какшу в районе Туманинской сельской администрации. Река является разделителем между городом и посёлком Хмелевицы.гуль

### Почвы, растительность, полезные ископаемые и животный мир
До 20-х годов XX века на месте города располагались болота и леса. В процессе строительства города болота были засыпаны песком, а среди деревьев прорублены улицы. К началу XXI века от этого леса осталось только примыкающая вплотную с восточной и юго-восточной стороны лесополоса, а с северной стороны город с посёлком Туманино разделяется берёзовой рощей. Ни одна из этих лесопосадок не являются особо охраняемой.
Минеральные и топливные ресурсы в этой местности состоят из глины и торфа. Глину добывали и обжигали для кирпичей в близлежащем посёлке Красный Кирпичник. Кроме того, район богат и питьевой водой, залежи восполняются из подземных ключей. Верхние слои грунтовых вод очень жесткие, богаты солями кальция и магния. Воды сфагновых болот из-за антисептических свойств мха-сфагнума являются чистейшими в микробиологическом отношении.гуль

### Экологическое состояние
Город окружают густые леса, болотистая местность.
Выбросы идут от печного отопления, молокозавода, ТЭС, вагонного депо. Тем не менее, уровень озеленения в самом городе отмечается крайне низким показателем (49 % от нормы).

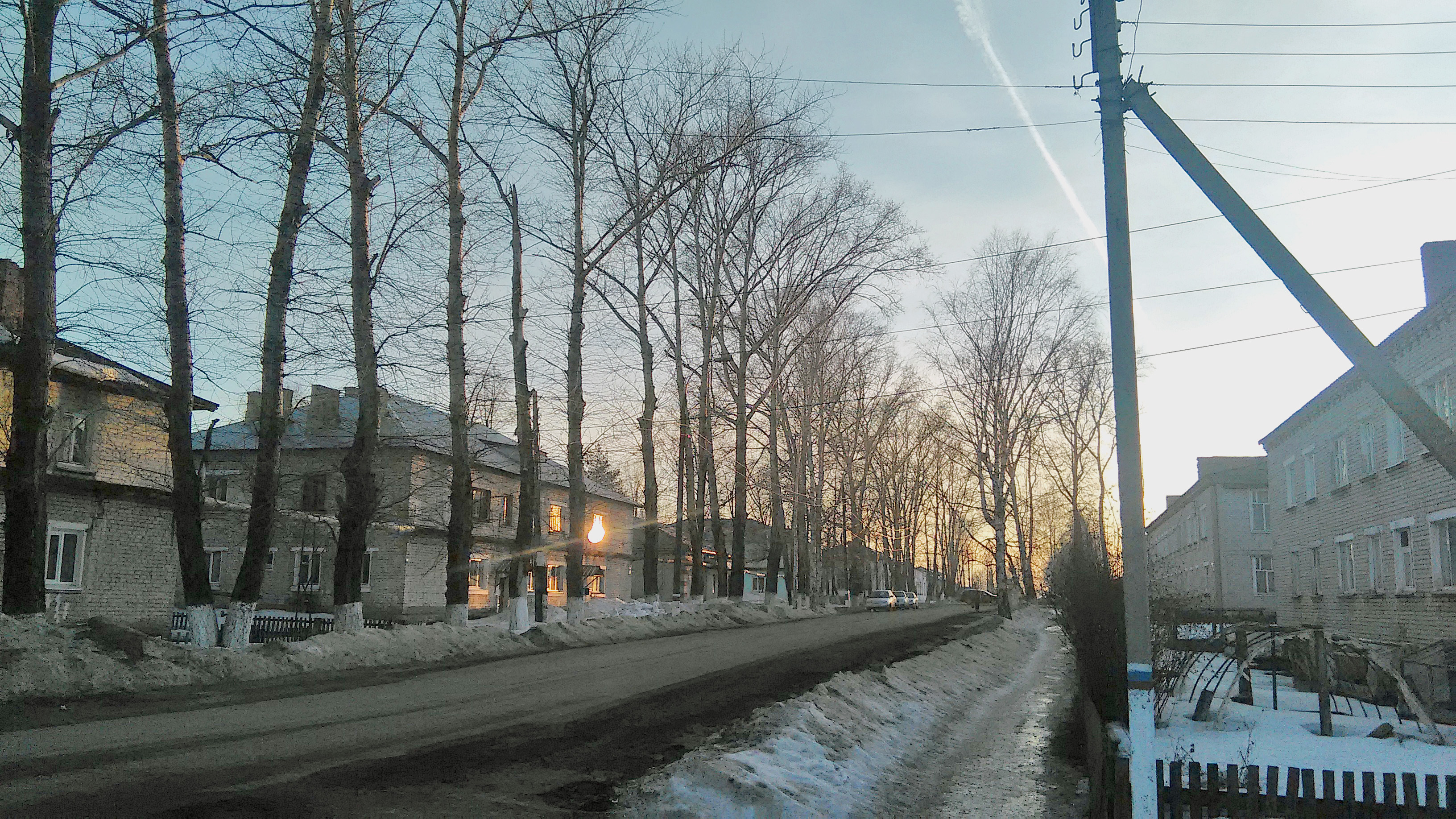
Пример зелёных насаждений, сделанных в 1970-х гг.

Городские зелёные насаждения стилизованы под аллеи. В городе имеется большой парк культуры и отдыха. Зелёные скверы тянутся по середине улиц Гагарина и Комсомольской. В 1970-м году была сооружена площадь перед вокзалом им. В. И. Ленина. В 2004 году она была перестроена и названа площадь Победы, размер площади Победы в 1,2 гектара

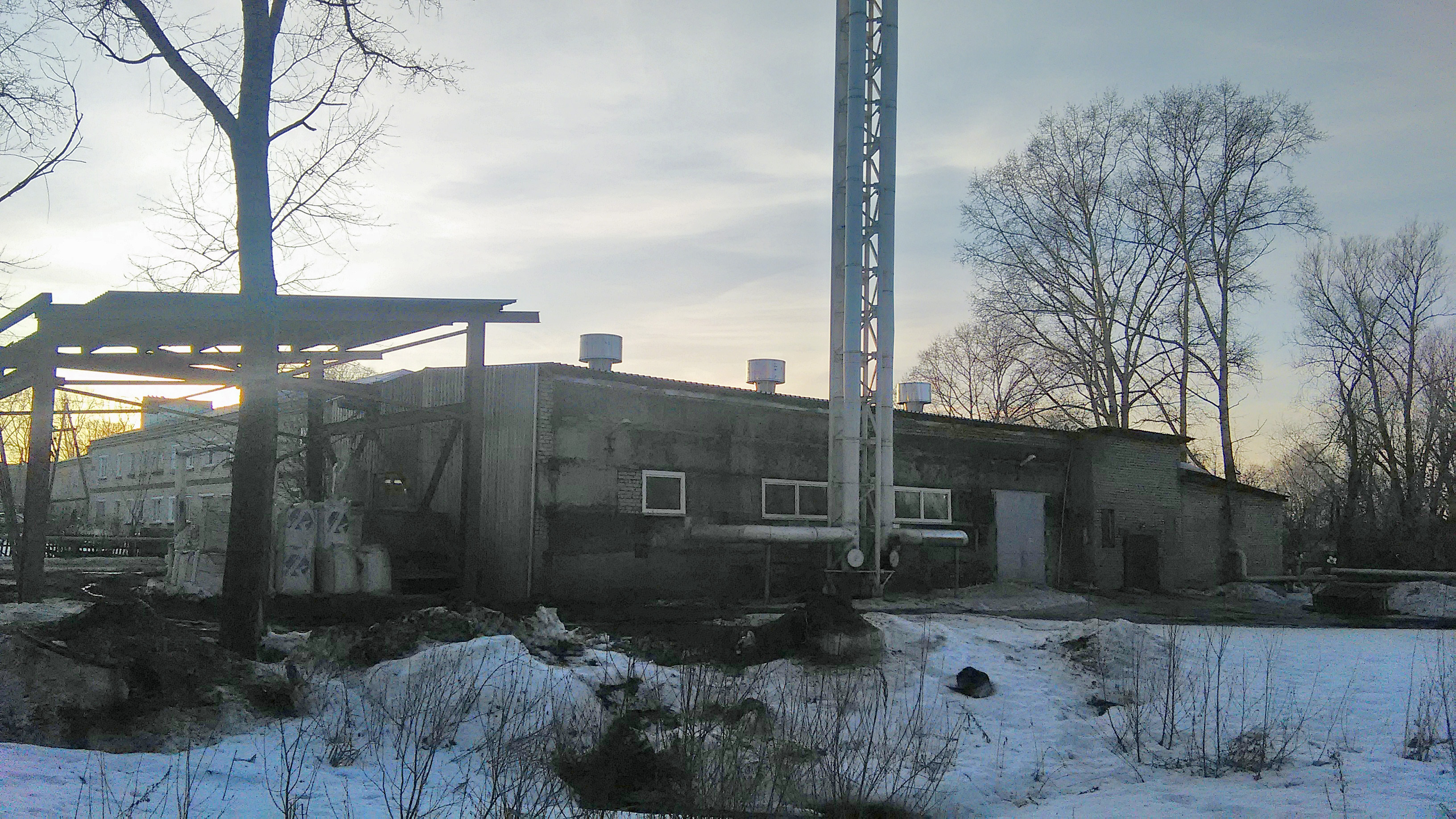
Вид на старую котельную с обновлёнными котлами (на древесной стружке)

Среди шумовых источников города ведущим является молочный завод и железная дорога.
В северной части города находятся два объекта очистных сооружений.

## Население
| 1926    | 1959    | 1967    | 1970    | 1979    | 1989    | 1992    | 1996    | 2000    | 2001    |
| ------- | ------- | ------- | ------- | ------- | ------- | ------- | ------- | ------- | ------- |
| 10 200  | ↗21 305 | ↘20 000 | ↗20 099 | ↗20 954 | ↗22 337 | ↗22 700 | ↗23 400 | ↗23 600 | ↘23 500 |
| 2002    | 2003    | 2005    | 2006    | 2007    | 2008    | 2009    | 2010    | 2011    | 2012    |
| ↘21 724 | ↘21 700 | ↘21 600 | ↘21 400 | →21 400 | ↗21 425 | ↘21 354 | ↘20 921 | ↘20 918 | ↘20 835 |
| 2013    | 2014    | 2015    | 2016    | 2017    | 2018    | 2019    | 2020    | 2021    |         |
| ↘20 683 | ↘20 499 | ↘20 370 | ↘20 217 | ↘20 183 | ↘20 049 | ↘19 790 | ↘19 694 | ↘17 626 |         |

На 1 января 2025 года по численности населения город находился на 722-м месте из 1124 городов Российской Федерации.

## Символика
Отдельный населённый пункт не может иметь собственную символику, в отличие от городского округа (муниципального образования).
Герб и флаг муниципального образования городской округ город Шахунья утверждены 28 июня 2013 года решениями Совета депутатов городского округа город Шахунья № 19−3 и № 19−4.
20 ноября 2013 года, на заседании Геральдического совета при Президенте Российской Федерации, герб и флаг городского округа внесены в Государственный геральдический регистр Российской Федерации с присвоением регистрационных номеров 8644 и 8645.
Флаг и герб изображаются как фигура с правой половиной в виде колеса и выходящем влево концом крыла, сопровождённая слева возникающей елью, на серебряном фоне, все фигуры зелёные.

## Экономика

### Промышленность
Крупнейшим и градообразующим предприятием города является ПАО «Молоко», в общем объёме отгруженной продукции доля предприятия составляет 44,3 %. Предприятие функционирует с 1971 года, а с 2003 года является агрохолдингом с одиннадцатью сельхозпредприятиями по приёмке и переработке молока; и двумя торговыми домами. Выпускает продукцию под брендом «Северная долина».
Стоявшая у истоков истории города железная дорога представлена вагонным депо, депо по ремонту контейнеров и непосредственно железнодорожной станцией. Вагонное депо выпускает колесные пары и контейнеры для вагонов и осуществляет ремонт товарных вагонов.
Для обработки лесных ресурсов запущены в производство деревообрабатывающие предприятия: РАО «Агат», Шахунский промкомбинат, ООО «Рубикон», ООО «Профиль».
В районе страусиная ферма (ПАО «Арфа») занимается разведением страусов и продажей яйца.

Мясокомбинат ООО «Апис» производит мясо птицы, крупного рогатого скота, свиней, овец, коз и лошадей. 

### Строительство
В 2014 году в микрорайоне «Южный» начато строительство детского сада на 240 мест, 14 домов: пяти двухквартирных и одного трёхквартирного.
За отчётный период январь—декабрь 2012 года построено 99 домов на 128 квартир общей площадью в 6993 м², что составляет 124 % к тому же периоду 2011 года, на эти работы было потрачено 127 млн рублей, что на 60 % больше, чем в 2011 году (а именно 99 млн руб.).

### Сельское хозяйство
За отчётный период январь—декабрь 2012 года по сравнению с тем же периодом 2011 года увеличилось производство молока на 3,7 %, а птицы, напротив, снизилось на 12 %; 288 тонн в 2011 году и 252 тонны в 2012 году. Средний надой молока увеличился с 3617 кг (2011 год) до 3698 кг (2012 год); 5795 тонн в 2011 году и 6009 тонн в 2012 году. Поголовье крупного рогатого скота на конец периода 3310 голов в 2011 году и 3363 голов в 2012 году.

### Жилищно-коммунальное хозяйство
Газификация города выполнена посредством баллонного газа.
В городе работают 26 котельных: 16 на угле и дровах; 9 на мазуте. Реальная нагрузка на них производится в 42,5 Гкал/час.
Сточные отходы направляются на очистные сооружения, что на севере города. Твёрдые бытовые отходы вывозятся на городскую свалку по дороге на Яранск.

### Телекоммуникации и интернет

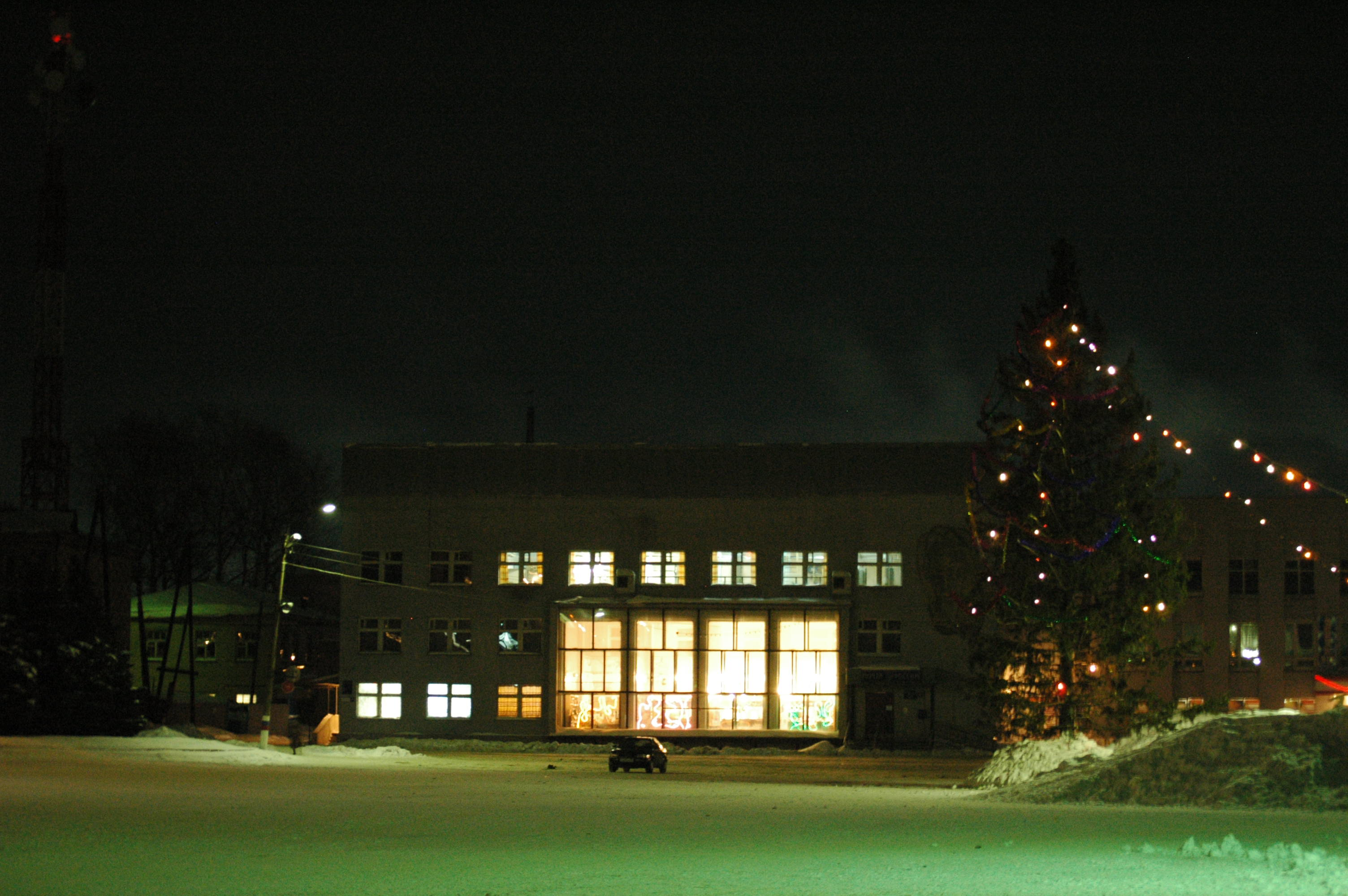
Здание почты

В городе имеется развитая телефонная и оптоволоконная сети, от компаний Ростелеком и Сойка.
Также присутствует беспроводная связь от сотовых операторов Теле2, МТС, Билайн, МегаФон и Yota. На данный момент все вышеперечисленные операторы предоставляют 4G
Почтовый отдел представлен тремя отделениями на улицах Первомайской, Комсомольской и Ленина. Все они оборудованы системой EMS и компьютерами с выходом в интернет. В городе используются три почтовых индекса: 606910, 606911 и 606912.

### Финансово-кредитное обслуживание
В городе присутствует множество финансово-кредитных учреждений, среди которых: расчётно-кассовый центр, казначейство, Управление пенсионного фонда, ОАО «Сбербанк России», Налоговая инспекция, ООО «Росгосстрах».

### Потребительский рынок
С 2000 года в городе развивается сфера услуг, открывается множество магазинов и торговых центров. В третьей декаде августа открыт ТЦ «Шахунский». Торговая сеть города включает в себя продуктовый и вещевой рынок. Присутствуют федеральные сети: «Магнит», «Пятерочка»; а также — торговый дом «Шахунские молочные продукты».

### Туризм
Генеральный план развития городского округа предусматривает развитие туризма только в зонах, где есть особо охраняемые природные зоны: гос. природный памятник «Пижемский», лесной массив по реке «Вая», «Участок пихтово-ельника приручьевого по р. Чернушке» в 84 гектара. В городе имеется гостиница[какая?].

### Бюджет
С 2013 года бюджет формировался для всего городского округа.
Планируемые расходы в 2014 году составляли 819,8 млн. рублей, что на 22 % больше первоначального бюджета 2013 года. Кроме того, на 22 % были снижены расходы на содержание аппарата управления. Рассчитаны расходы на десять муниципальных программ, в общей сложности на сумму 23 млн рублей, где самые крупные: «Комплекс мер по устранению дефицита в детских садах» (15 млн руб.) и «Переселение граждан из аварийного жилфонда» (5,5 млн руб.).
С 2014 года в бюджете появилась строка «муниципальный дорожный фонд», которая формируется из доходов от уплаты акцизов на бензин, планируется 15,3 млн рублей поступлений. В 2014 году основной ремонт дорог будет проводиться в сельской местности.

### Рынок труда
Средняя численность работающих составляет 9975 человек, в том числе не относящиеся к субъектам малого предпринимательства — 6591 человек. На конец декабря 2012 года в районный центр занятости обратилось 267 человек, а уровень официально безработицы составил 240 (1,1 %).

## Органы власти
Структуру органов местного самоуправления городского округа город Шахунья составляют:
- представительный орган — Совет депутатов городского округа город Шахунья Нижегородской области (Совет депутатов);
- высшее должностное лицо — Глава администрации городского округа город Шахунья;
- исполнительно-распорядительный орган — администрация городского округа город Шахунья.

Совет депутатов является постоянно действующим представительным органом местного самоуправления городского округа город Шахунья, представляет интересы населения и принимает от его имени решения, действующие на территории городского округа. Совет состоит из депутатов, избираемых на муниципальных выборах в соответствии с действующим законодательством в 29 избирательных участках.
Законодательно-представительные органы представлены отделением ГИБДД, Госсанэпиднадзора, Отделом МВД России и Военным комиссариатом. На территории города располагается районный суд и городская прокуратура.

## Культура и искусство
Город Шахунья — главный торговый узел севера Нижегородской области. В городе располагаются 3 музея, городской дом культуры, кинотеатр, музыкальная и художественная школы.
Памятники города представляют собой ансамбль памяти героев Великой Отечественной войны. В 2013 году реконструированы мемориал Славы возле площади Советской и аллея по улице Гагарина.

### Дом культуры
Функции театра в городе представляет городской дом культуры, где проводятся все главные театральные постановки и выступления. Почти на каждый праздник, организуемый администрацией города, приглашаются артисты из Городского дома культуры (ГДК).

### Музеи
В Шахунье функционирует три музея: этнографический музей, музей железнодорожников и музей выпускников школы № 1, основанный в 2007 году и имеющий 16 тематических экскурсий.

### Кинотеатры
До 2007 года в городе работал кинотеатр «Октябрь», но из-за низкой посещаемости был закрыт, а летом 2012 года здание кинотеатра «Октябрь» было разобрано.
Его заменил кинотеатр в ФОКе «Атлант»: кинозал на 60 мест с современным цифровым оборудованием.
В 2017 году на базе Шахунского Дворца культуры появился переоборудованный кинозал, благодаря победе в конкурсном отборе «КиноФонда» в малых городах с населением до 100 тысяч человек. По условиям этой программы, 50 % прокатных фильмов должно быть российского производства.

### Городская самодеятельность
Ансамбль «Родные просторы» — один из немногих коллективов, представляющих город на соревнованиях и выступлениях. Танцевальный ансамбль «Родные просторы» традиционно выступает с танцем в стилизованных под национальные костюмы. Танцы и костюмы срежиссированы их руководителем. В 2011 году «Родные просторы» выиграли губернаторскую премию за заслуги в сфере народного художественного творчества в жанре хореографии.

### Археологические памятники
По реке Малой Какше, вдоль края первой надпойменной террасы левого берега, в 250 метрах к западу от ныне заброшенной деревни Семёново (или Вороваткино) на мысу дюнной гряды находится Веселовский могильник — памятник археологии IX—XI веков. Гряда тянется с севера на юг, на север проходя крутой берег реки и образует в этом месте петлю.

## Архитектура и достопримечательности
В центре города расположен культурный и торговый ансамбль. В центре города, в 1968 году, построена площадь Советская, к ней примыкает бывшее здание Дома Советов, сейчас это здание местной администрации. Сбоку к площади примыкает ТРЦ «Моя семья», бывший разобранный широкоэкранный кинотеатр «Октябрь» из стекла и бетона. Напротив него расположен Дом связи. Напротив здания администрации расположен продмаг и библиотека.
Генеральный план города Шахуньи был утверждён в 1966 году исполкомом Горьковского областного Совета депутатов трудящихся, а Ленгипрогор разработал проект детальной планировки центра города.

### Памятники

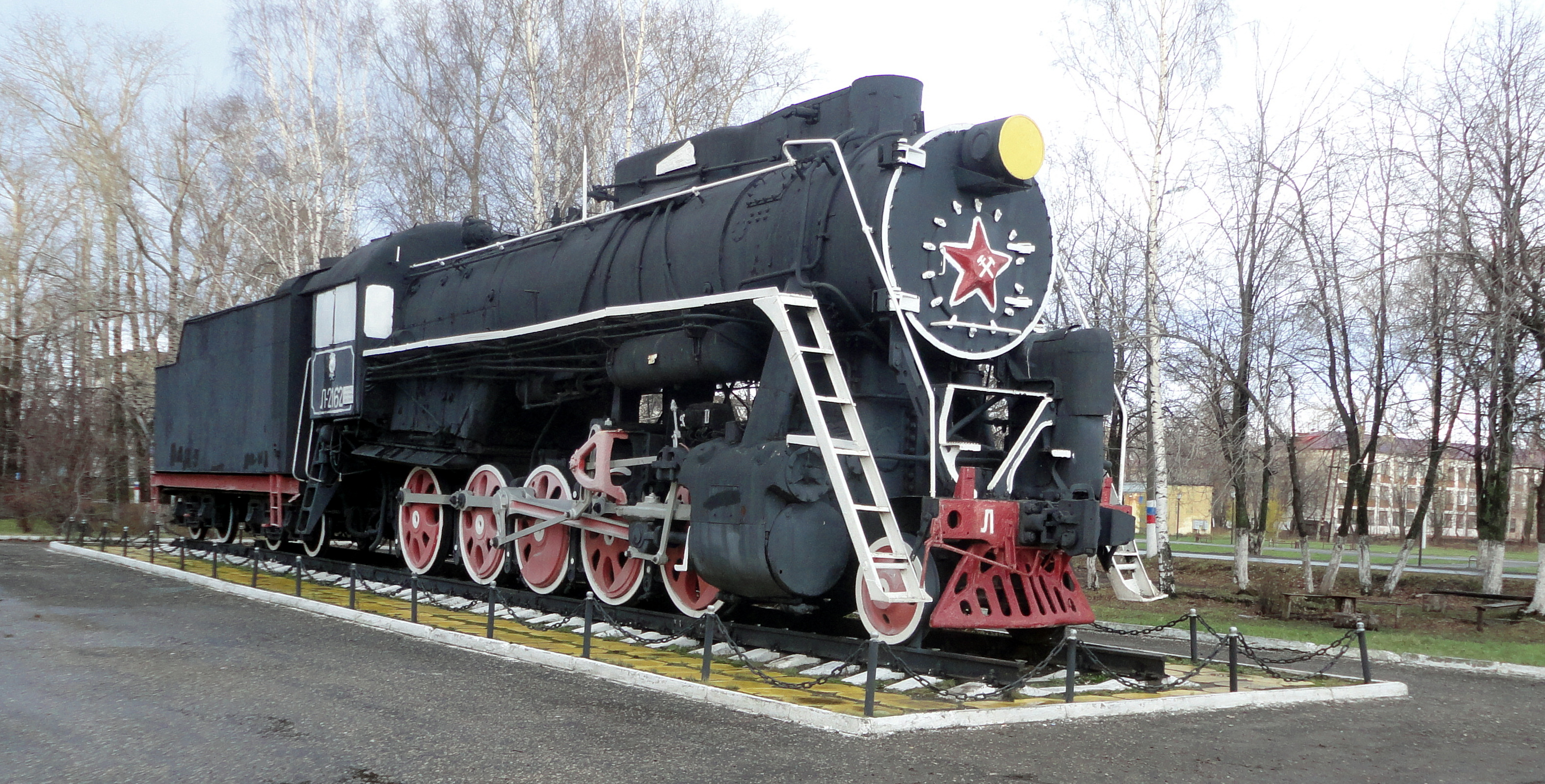
Паровоз серии «Л» на вечной стоянке

Памятник войнам-землякам, павшим в Великую Отечественную войну. Представляет собой статую из трёх солдат, один из них запечатлён в падении, на подиуме в 2,5 метра в высоту. Летом 2013 года ансамбль памятника обновлён. Заменены мемориальные доски со списками участников ВОВ, вышедших из Шахуньи.
Памятник Дмитрию Евлампиевичу Комарову представляет собой стелу, на вершине которой расположен бюст; стоит возле школе № 1.
В память о железнодорожниках, на привокзальной площади станции Шахунья на вечную стоянку установлен паровоз серии «Л» с номером 2162 — один из лучших и массовых советских паровозов.
В 2011 году в гимназии и СОШ № 1, установлены мемориальных доски, посвящённые участникам афганской войны, учившимся в школе. Сергею Николаевичу Миронову, погибшему в Афганистане[что?]. Награждён орденом Красной звезды.
6 августа 2019 года на Улице Свердлова была открыта мемориальная доска в честь Свердлова.

### Кладбища
Действуют два кладбища: вблизи города по дороге на посёлок Кирпичный и в трёх километрах от города возле съезда на Шахунью с трассы Нижний Новгород — Киров.

## Спорт и здравоохранение
На базе ФОКа тренируется футбольная команда «Союз», постоянно выступающая на зональных соревнованиях. В 2009 году в городе открылся физкультурно-оздоровительный Комплекс (ФОК).

## Образование и наука
В городе 7 муниципальных детских садов.
МБОУ Шахунская СОШ № 1 им. Д. Е. Комарова с преподавательским составом из 40 человек. Первый выпуск был в 1940 году. За время существования школа сменила 8 директоров. В соответствии с Лицензией, в школе реализуются образовательные программы трёх ступеней образования.
МБОУ «Шахунская гимназия им. А. С. Пушкина» с преподавательским составом в 38 человек. Создана в 1994 году. Учреждение повышенного статуса реализует программы начального общего, основного общего и среднего (полного) образования, а также дополнительное образование и программы углублённого изучения русского языка, литературы и английского языка.
МБОУ Шахунская СОШ № 14 основана в 1919 году. С 2000 года открыт профиль естественно-математического класса. Насчитывает более 700 учеников. Ежегодно в школу приходят около 60 первоклассников. МБОУ Шахунская СОШ № 2 работает с 1962 года.
ГБОУ СПО «Шахунский агропромышленный техникум» основан в 1941 году как Железнодорожное училище. Имеет три филиала в Тонкино, Урене и Шаранге. На хозяйственной базе располагается филиал Нижегородского университета им. Лобачевского.

### Дополнительное образование
Шахунская детская художественная школа заняла первое место в номинации «Лучшая школа искусств».
Детская музыкальная школа обучает детей игре на большом количестве музыкальных инструментов.

## СМИ

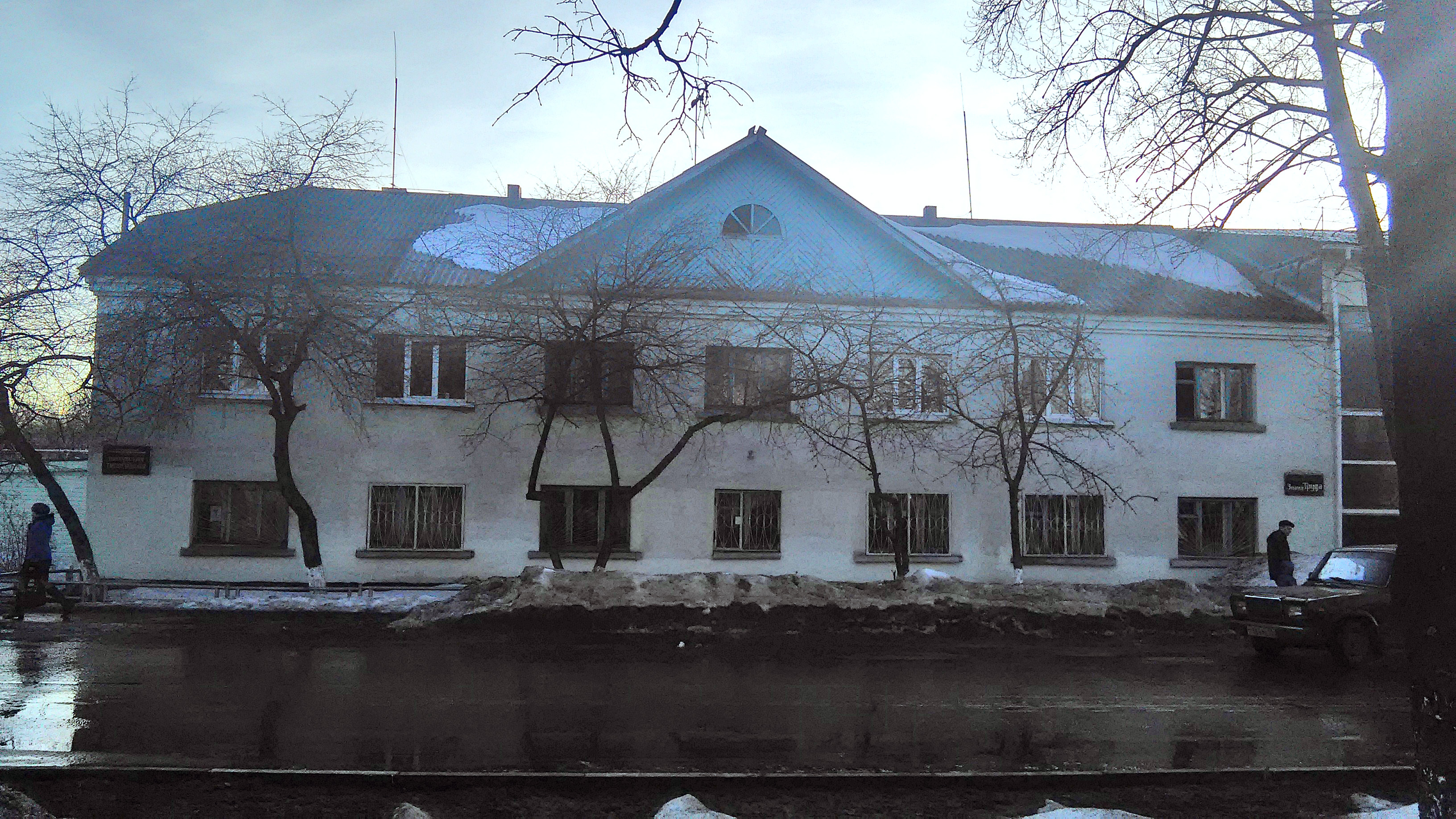
Вид на городскую типографию и редакцию газеты «Знамя труда»

### Телевидение
В 1970 году в Шахунье сооружён телевизионный ретранслятор с мачтой высотой в 235 метров.
«Земляки» — телеканал, освящает события произошедшие в городском округе город Шахунья, основанный 30 декабря 1993. Первый выход в эфир — 5 марта 1994 года. Вещание происходит на 6 северных районов. Перешли на цифровое вещание.
3 августа запущено цифровое телевещание с уверенной зоной в 60 км, 10 каналами и тремя радиоканалами.

### Печать
«Знамя труда» — единственная городская газета, выходит дважды в неделю с 1930 года. Распространяется через подписку. С 2014 года выпускается ещё и в PDF-формате

## Транспорт
Транспортная система города представлена следующими видами транспорта: железнодорожным, автомобильным, таксомоторным. Имеется развитое пригородное и междугороднее автобусное и железнодорожное сообщение. В Шахунье расположен железнодорожный вокзал. В непосредственной близости от города проходит автодорога регионального значения соединяющая Нижний Новгород и Яранск. Железнодорожный участок Нижний Новгород — Котельнич Транссиба сквозной, в настоящий момент по нему курсируют пассажирские поезда.

### Улично-дорожная сеть
Городу Шахуньи присуща прямоугольная схема улично-дорожной сети. Достоинством такой схемы является отсутствие чётко выраженного центрального транспортного узла, сравнительно равномерная транспортная нагрузка всех улиц и высокая пропускная способность всей системы в целом, благодаря наличию дублирующих связей. Недостатком схемы является отсутствие кратчайших связей в наиболее активных диагональных направлениях, но этот недостаток не оказывает существенного влияния на функционирование городской транспортной системы в целом. Существующая уличная сеть города сформировалась до 1950 года.
Общественный транспорт города представлен автобусом и такси. Сеть городского транспорта имеет развитую часть, связывающую все части города между собой: от посёлка Январи до посёлка Красный Кирпичник, от Яранского шоссе до микрорайона Лесхоз.

### Пригородные и междугородные автобусы
Пригородные и междугородные автобусы уходят с автовокзала, который расположен рядом с железнодорожным вокзалом. Имеется развитая маршрутная связь со всеми городами и посёлками городского округа, а также междугородные рейсы до Яранска, Вахтана.
Автобусы для города предоставляет пассажирское автотранспортное предприятие (ПАП). За девять месяцев работы в 2013 году перевезло 1540 тыс. пассажиров, за что получена прибыль в размере 46,668 млн рублей, в том числе от городских 5,198 млн; пригородных 38,526 млн; междугородных 2,944 млн рублей. И вмещены из областного бюджета 19,857 млн для льготников. Дополнительно получено 423 тыс. рублей за заказы и от коммерческой деятельности 681 тыс. рублей.

## Религия
В городе Шахунье присутствует православная церковь в честь Покрова Божьей Матери, расположенная на территории городского Парка Культуры. При ней же находится воскресная школа. Напротив церкви расположена часовня, близ лужайского кладбища находится ещё одна часовня.

## Достижения жителей
- Указом президента РФ от 19 марта 2013 года Галина Павловна Санаткина получила звание «Заслуженный учитель РФ»[106].
- Начальнику Шахунского почтамта Надежде Васильевне Смирновой за долголетнюю службу присвоено Федеральное звание «Мастер связи»[106][значимость факта?].
- Исполнительный директор ОАО Молоко Лидия Сергеевна Маликова получила звание «Почётного работника агропромышленного комплекса России»[106][значимость факта?].